# Gonzalo Arconada
Gonzalo Arconada Echarri  (San Sebastián, Guipúzcoa, 23 de julio de 1961) es un entrenador de fútbol español. El último equipo al que ha entrenado es la Real Sociedad femenino, club que dejó al finalizar la temporada 19/20.

## Trayectoria

### Inicios
Hermano del carismático portero de fútbol Luis Miguel Arconada, comenzó su carrera como entrenador en los juveniles de La Salle donostiarra.
Danak y Real Unión
Su siguiente etapa fue al frente del Danak durante cinco temporadas, trayectoria que le llevó a dirigir al Real Unión, donde estuvo siete años (1991-1998), llevando al equipo irundarra a la Segunda División B, después de mucho tiempo intentando dicho objetivo.

### Tolosa CF y SD Beasáin
Arconada entrenó después al Tolosa CF, pero su gran logro lo fraguó con el Beasáin, ya que en un mismo año consiguió clasificar al modesto equipo guipuzcoano para la fase de clasificación a Segunda y eliminó en la Copa del Rey a la Real Sociedad.

### Real Sociedad "B" y Real Sociedad
Tras su paso por el Beasáin, llegó a la Real Sociedad "B", donde estuvo 5 años hasta que sustituyó a Amorrortu como entrenador del primer equipo en enero de 2006, del que fue destituido a los 2 meses por la mala racha de resultados (sólo sumó 6 puntos de 24 posibles).

### Burgos CF
En la temporada 2006-07, fichó como entrenador del Burgos CF, de la 2.ªB, al que estuvo a punto de ascender a Segunda.

### CD Numancia
En la temporada 2007-08 fue el técnico del CD Numancia, al que logró ascender a Primera División a falta de cinco jornadas para terminar el campeonato. Pese al éxito, no renovó su contrato.

### UD Almería
En verano de 2008 es contratado por la UD Almería. Realizó una buena pretemporada, saliendo invicto en todos los encuentros disputados en ésta. En su primer partido oficial con la UD Almería consiguió también una victoria en San Mamés contra el Athletic Club con un resultado de 1-3. El 21 de diciembre de 2008, tras perder 1-0 contra el Sporting de Gijón y caer al 16.º puesto de la clasificación, el presidente Alfonso García le comunica su destitución como entrenador de la UD Almería.

### Regreso al CD Numancia
En la temporada 2009-10 vuelve a dirigir al CD Numancia, al que llevó al octavo puesto en la categoría de plata.

### CD Tenerife
El 13 de junio de 2010 se confirma su fichaje como entrenador por el recién descendido CD Tenerife, siendo presentado 9 días después. El 20 de septiembre de 2010 fue cesado como técnico del conjunto chicharrero, tras perder los 4 primeros partidos de Liga. El CD Tenerife tuvo 3 técnicos más y terminó descendiendo.

### CD Mirandés
El 30 de junio de 2013 se hizo oficial su regreso a los banquillos de la mano del CD Mirandés. El 17 de diciembre, fue despedido como entrenador del CD Mirandés, dejando al equipo a un punto del descenso tras 18 jornadas de Liga.

### Regreso al Burgos CF
El 7 de enero de 2015, fue contratado por el Burgos CF, al que dejó clasificado en 12.º puesto. 

### Real Jaén
El 27 de mayo de 2015, tras acabar contrato con el conjunto castellano, se incorporó al Real Jaén para la temporada 2015/2016. El Jaén finalizó en la 10.ª posición de su grupo de la Segunda División B. Al término de la temporada, Arconada fue sustituido por Ramón Tejada Carregalo.

### CD Palencia
El 30 de agosto de 2016, el CD Palencia anunció su contratación. Sin embargo, Arconada rehusó la oferta al día siguiente, y no dirigiría finalmente al conjunto recién ascendido a Segunda División B.

### Barakaldo CF
El 13 de marzo de 2017, Arconada relevó a David Movilla al mando del Barakaldo Club de Fútbol. Sólo dirigió al equipo vasco durante dos meses, ya que no continuó en la entidad en la temporada siguiente.

### Real Sociedad femenino
El 21 de noviembre de 2017, fue confirmado como nuevo entrenador de la Real Sociedad de Fútbol Femenino. Ganó la Copa de la Reina en 2019. En mayo de 2020, al no tener el club intención de renovarle, abandonó el cargo.

## Clubes

### Como entrenador
| Club                             | País   | Año       |
| -------------------------------- | ------ | --------- |
| Juveniles de La Salle de Donosti | España | 1978-1986 |
| Danak                            | España | 1986-1991 |
| Real Unión                       | España | 1991-1998 |
| Tolosa CF                        | España | 1998-1999 |
| SD Beasáin                       | España | 1999-2001 |
| Real Sociedad "B"                | España | 2001-2006 |
| Real Sociedad                    | España | 2006      |
| Burgos CF                        | España | 2006-2007 |
| CD Numancia                      | España | 2007-2008 |
| UD Almería                       | España | 2008      |
| CD Numancia                      | España | 2009-2010 |
| CD Tenerife                      | España | 2010      |
| CD Mirandés                      | España | 2013      |
| Burgos CF                        | España | 2015      |
| Real Jaén CF                     | España | 2015-2016 |
| CD Palencia                      | España | 2016      |
| Barakaldo Club de Fútbol         | España | 2017      |
| Real Sociedad de Fútbol Femenino | España | 2017-2020 |

## Palmarés
| Título           | Club          | País   | Año  |
| ---------------- | ------------- | ------ | ---- |
| Copa de la Reina | Real Sociedad | España | 2019 |